# アリ・カリミ
アリ・カリミ（アリー・キャリーミー ペルシア語 علی کریمی Alī Karīmī、1978年11月8日 - ）は、イラン・アルボルズ州・キャラジ出身の元同国代表の元サッカー選手、サッカー指導者。現役時代のポジションは攻撃的MF。

## プレイスタイル・経歴
スラム育ちのためにサッカーボールを買うお金がなく、幼少の頃よりプラスチックでできたボールを使いストリートサッカーに明け暮れた。その経験から繊細でテクニカルなボールタッチを会得したと考えられる。
特別スピードがある訳ではないが、独特な間合いと、ディフェンダーの逆を取る術が巧みで、スルスルと守備網を抜けていく様は正に圧巻の一言であり、勢いに乗るとアジアレベルではアンストッパブルな存在であった。
また当初はフットサルの選手であり、イラン代表初招集の際はサイドバックであった。
2004年のアジアカップでは、準々決勝韓国戦でハットトリックを決めるなど得点王を獲得し、チームの3位に貢献した。同年のアジア最優秀選手にも選出されている。
2005年、UAEのアル・アハリで得点王とアシスト王の2冠を獲得し、ドイツ・ブンデスリーガの強豪クラブであるバイエルン・ミュンヘンに移籍した。以前は練習嫌いで有名だったが、バイエルンへ移籍してからは意識改革がなされた。しかしトップ下などでスタメン出場することはあったもののレギュラーを奪いきれず、2007年7月にカタールのカタールSCと契約。結局2年でドイツを後にし中東に戻ることとなった。
2008年には古巣ピルズィ・テヘランに復帰した。復帰後はイランサッカー協会との確執もあって代表から外され、マフムード・アフマディーネジャード大統領が介入する騒ぎに発展した。改めてイラン代表における彼の必要性を認識させることとなった。同年10月の代表招集直後、自ら「代表のため」にイラン代表を引退したが、最終予選でイランが大苦戦した事もあり、その後復帰している。
2009年6月、ワールドカップ南アフリカ大会予選の韓国戦で緑色のリストバンドをつけて試合に出場したため、代表からの無期出場停止処分を受けた(その後解除され、代表戦に出場していた)。緑色はイラン大統領選挙で敗れた改革派（現大統領アフマディネジャドによる不正があったと主張している）のシンボルカラーであり、改革派を支持していると受け止められたようだが、政府当局から強要や圧力があったかどうかは不明である。なお、カリミのほかにメフディ・マハダヴィキアら3選手が処分された。
2009年7月、ピルズィ・テヘランがカリミ側からの契約金なし年俸50万アメリカドルの契約延長の申し出を拒絶、退団が決まり、同じイランのスティール・アジンに移籍した。2010年8月、ラマダンの断食をしなかった事を理由にスティール・アジンを解雇されたが、すぐに同クラブに再加入した。
2011年1月31日、5か月の短期契約でシャルケ04に移籍。2011年6月再びイランのピルズィ・テヘランと契約。
2013年5月、ハズフィー・カップ決勝後のインタビューで突如現役引退を表明したが、6月13日に現役復帰してトラークトゥール・サーズィーFCに加入。
引退後は指導者に転じ、2014年にイラン代表のアシスタントコーチを務めたが、AFCアジアカップ2015の直前に突然辞任した。

## 代表歴

### 出場大会
- イラン代表
  - 2006 FIFAワールドカップ

### 試合数
- 国際Aマッチ 127試合 39得点（1998年-2012年）[11]

| イラン代表 | 国際Aマッチ | 国際Aマッチ |
| 年         | 出場        | 得点        |
| ---------- | ----------- | ----------- |
| 1998       | 9           | 1           |
| 1999       | 0           | 0           |
| 2000       | 21          | 9           |
| 2001       | 19          | 6           |
| 2002       | 7           | 4           |
| 2003       | 7           | 4           |
| 2004       | 17          | 7           |
| 2005       | 8           | 0           |
| 2006       | 9           | 4           |
| 2007       | 6           | 0           |
| 2008       | 5           | 0           |
| 2009       | 3           | 1           |
| 2010       | 1           | 0           |
| 2011       | 6           | 2           |
| 2012       | 9           | 1           |
| 通算       | 127         | 39          |

## 外部サイト
- オフィシャルサイト
- アリ・カリミ - National-Football-Teams.com (英語)
- アリ・カリミ - Soccerway.com (英語)
- アリ・カリミ - FootballDatabase.eu (英語)
- アリ・カリミ - WorldFootball.net (英語)
- アリ・カリミ - Transfermarkt.comによる選手データ (英語)
- アリ・カリミ - Transfermarkt.comによる指導者データ (英語)
- アリ・カリミ - FIFA主催大会成績 (英語)
- アリ・カリミ - Fussballdaten.de (ドイツ語)
- アリ・カリミ - Munzinger Sports Archives (ドイツ語)
- アリ・カリミ-FIFA公式HP